# مزققة عارية
مزققة عارية (الاسم العلمي:Ascobolus denudatus) هي نوع من الفطريات تتبع جنس المزققة من الفصيلة المزققية.